# Tungvikt i fristil för damer i brottning vid olympiska sommarspelen 2004
Damernas brottningsturnering i fristil i viktklassen tungvikt vid olympiska sommarspelen 2004 avgjordes den 22-23 augusti i Aten i Ano Liossia Olympic Hall.

## Medaljörer
| Klass    | Guld           | Silver                      | Brons                   |
| Tungvikt | Wang Xu · Kina | Gjuzel Manjurova · Ryssland | Kyoko Hamaguchi · Japan |

## Resultat

### Förkortningar
- EF — Vinst genom förverkande, förloraren ej plancerad
- E2 — Båda brottarna diskvalificerade för brott mot reglerna
- EV — Diskvalifikation från samtliga tävlingar för brott mot reglerna
- EX — 3 varningar eller brott mot reglerna
- PA — Skada/uteblivande
- PO — Vinst efter poäng, förloraren utan teknik-poäng
- PP — Vinst efter poäng, förloraren med teknik-poäng
- SP — Teknisk överlägsenhet, 10 poängs skillnad, förloraren hade poäng
- ST — Teknisk överlägsenhet, 10 poängs skillnad, förloraren utan poäng
- TO — Vinst efter fall
- KP — Klassificeringspoäng
- TP — Tekniska poäng

### Utslagningsronder

#### Grupp 1
| Tävlande              | Spelade | Vunna | Förlorade | KP | TP |
| --------------------- | ------- | ----- | --------- | -- | -- |
| Guzel Manyurova (RUS) | 2       | 2     | 0         | 7  | 12 |
| Anita Schätzle (GER)  | 2       | 1     | 1         | 3  | 5  |
| Marina Gastl (AUT)    | 2       | 0     | 2         | 2  | 2  |

|                       | Poäng |                       | KP     |
| --------------------- | ----- | --------------------- | ------ |
| Marina Gastl (AUT)    | 1–7   | Guzel Manyurova (RUS) | 1–3 PP |
| Anita Schätzle (GER)  | 4–1   | Marina Gastl (AUT)    | 3–1 PP |
| Guzel Manyurova (RUS) | 5–1   | Anita Schätzle (GER)  | 4–0 TO |

#### Grupp 2
| Tävlande                  | Spelade | Vunna | Förlorade | KP | TP |
| ------------------------- | ------- | ----- | --------- | -- | -- |
| Svetlana Sayenko (UKR)    | 2       | 2     | 0         | 7  | 10 |
| Maria Louiza Vryoni (GRE) | 2       | 1     | 1         | 3  | 5  |
| Ochirbatyn Burmaa (MGL)   | 2       | 0     | 2         | 1  | 3  |

|                           | Poäng |                           | KP     |
| ------------------------- | ----- | ------------------------- | ------ |
| Maria Louiza Vryoni (GRE) | 1–7   | Svetlana Sayenko (UKR)    | 0–4 TO |
| Ochirbatyn Burmaa (MGL)   | 3–4   | Maria Louiza Vryoni (GRE) | 1–3 PP |
| Svetlana Sayenko (UKR)    | 3–0   | Ochirbatyn Burmaa (MGL)   | 3–0 PO |

#### Grupp 3
| Tävlande                  | Spelade | Vunna | Förlorade | KP | TP |
| ------------------------- | ------- | ----- | --------- | -- | -- |
| Wang Xu (CHN)             | 2       | 2     | 0         | 6  | 10 |
| Christine Nordhagen (CAN) | 2       | 1     | 1         | 4  | 7  |
| Katarzyna Juszczak (ITA)  | 2       | 0     | 2         | 1  | 2  |

|                           | Poäng |                           | KP     |
| ------------------------- | ----- | ------------------------- | ------ |
| Wang Xu (CHN)             | 5–0   | Katarzyna Juszczak (ITA)  | 3–0 PO |
| Christine Nordhagen (CAN) | 2–5   | Wang Xu (CHN)             | 1–3 PP |
| Katarzyna Juszczak (ITA)  | 2–5   | Christine Nordhagen (CAN) | 1–3 PP |

#### Grupp 4
| Tävlande                 | Spelade | Vunna | Förlorade | KP | TP |
| ------------------------ | ------- | ----- | --------- | -- | -- |
| Kyoko Hamaguchi (JPN)    | 2       | 2     | 0         | 7  | 18 |
| Toccara Montgomery (USA) | 2       | 1     | 1         | 5  | 8  |
| Stanka Zlateva (BUL)     | 2       | 0     | 2         | 0  | 5  |

|                          | Poäng |                          | KP     |
| ------------------------ | ----- | ------------------------ | ------ |
| Kyoko Hamaguchi (JPN)    | 8–4   | Toccara Montgomery (USA) | 3–1 PP |
| Stanka Zlateva (BUL)     | 0–10  | Kyoko Hamaguchi (JPN)    | 0–4 ST |
| Toccara Montgomery (USA) | 4–5   | Stanka Zlateva (BUL)     | 4–0 TO |

### Utslagningsträd
|  | Semifinaler            | Semifinaler            | Semifinaler |  |  | Final                  | Final                  | Final |
|  |                        |                        |             |  |  |                        |                        |       |
|  | Guzel Manyurova (RUS)  | Guzel Manyurova (RUS)  | 11          |  |  |                        |                        |       |
|  | Svetlana Sayenko (UKR) | Svetlana Sayenko (UKR) | 0           |  |  | Guzel Manyurova (RUS)  | Guzel Manyurova (RUS)  | 2     |
|  | Wang Xu (CHN)          | Wang Xu (CHN)          | 6           |  |  | Wang Xu (CHN)          | Wang Xu (CHN)          | 7     |
|  | Kyoko Hamaguchi (JPN)  | Kyoko Hamaguchi (JPN)  | 4           |  |  |                        |                        |       |
|  |                        |                        |             |  |  | Bronsmatch             |                        |       |
|  |                        |                        |             |  |  | Svetlana Sayenko (UKR) | Svetlana Sayenko (UKR) | 0     |
|  |                        |                        |             |  |  | Kyoko Hamaguchi (JPN)  | Kyoko Hamaguchi (JPN)  | 4     |